# Domingos Francisco de Sousa

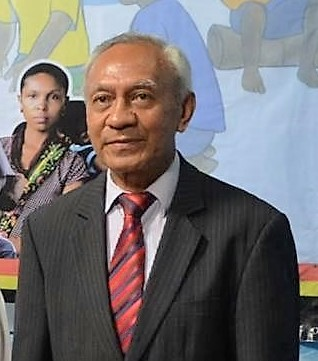
Domingos Francisco de Sousa (2016)

E. Domingos Francisco de Jesus de Sousa (* 14. Juni 1947 in Laleia, Portugiesisch-Timor) ist ein osttimoresischer Freiheitsaktivist, Autor und Diplomat.

## Werdegang
Sousa studierte von 1968 bis 1972 Philosophie an der Universität Évora in Portugal und von 1980 bis 1985 Lehramt am Institut für Lehrerbildung der Jesuiten im indonesischen Yogyakarta. Außerdem erhielt er nach einem Studium an der University of Pittsburgh von 1988 bis 1990 einen Master in Bildungswesen.
Von September 1999 bis zu seiner Auflösung 2001 war Sousa Mitglied der Nationalen Politkommission des Conselho Nacional de Resistência Timorense (CNRT), der Dachorganisation des osttimoresischen Widerstands gegen die indonesische Besatzung (1975–1999). Sousa war einer der Vertreter, die noch in Osttimor lebten und nicht im Exil im Ausland. Zusätzlich war er Präsident der Associação dos Licenciados Timorenses pelo Referendo e Desenvolvimento de Timor (FORSAREPETIL, deutsch Forum der Vereinigung der timoresischen Absolventen für das Referendum und zur Entwicklung Timors).
Zeitweise war Sousa Sekretär (Secretário Permanente) im Kultusministerium Osttimors. Von 2008 an war Sousa der Botschafter Osttimors in Brasilien, bis er 2014 zurücktrat. Sein Nachfolger wurde Gregório José da Conceição Ferreira de Sousa. Er veröffentlichte mehrere Bücher über den osttimoresischen Kampf gegen Indonesien.

## Veröffentlichungen
- Olobai 75
- Colibere – herói timor-oan nian ida
- Histórias da Resistência
- Timorense e Murmúrio – timor-oan ninia klamar
- Vozes da Resistência Timorense (2014)[2]